# Anoncus sincerus
Anoncus sincerus là một loài tò vò trong họ Ichneumonidae.